# Flora Thomson-DeVeaux
Flora Thomson-DeVeaux (1992, Charlottesville, Virginia) é uma escritora, tradutora e pesquisadora estadunidense naturalizada no Rio de Janeiro, Brasil. Flora é graduada em Espanhol e Português pela Princeton University (2013), possui um PhD em Português e Estudos Brasileiros pela Brown University (2019) e em 2023 conquistou o 45° Prêmio Vladimir Herzog na categoria Produção Jornalística em Áudio.
Ganhou relevância acadêmica após publicar a versão traduzida em inglês da obra Memórias Póstumas de Brás Cubas de Machado de Assis.

## Vida pessoal
Flora Thomson nasceu no ano de 1992 em Charlottesville, uma pequena cidade no estado da Virgínia. Filha de uma professora de política e de um musicólogo, teve contato e incentivo com a leitura desde cedo por influência da família. É casada com a jornalista Paula Scarpin desde março de 2017. Além das relações familiares e amorosas, Flora Thomson é torcedora do Botafogo.

## Obras relevantes
Dentre seus trabalhos como tradutora, destacam-se: The Posthumous Memoirs of Brás Cubas, The Apprentice Tourist e Machado de Assis: Toward a Poetics of Emulation.